# Österrike-Ungerns flagga
Österrike-Ungerns flagga, Österrike-Ungern hade ingen officiell statsflagga. Många olika flaggor användes beroende på situationen.

Cisleithanien
Transleithanien
Kungariket Kroatien och Slavonien
Örlogsflotta
Handelsflottan
Kejsare och armén